# 洪福
洪福（1572年），是大越国后黎朝英宗黎維邦的第三个年号，共计1年。鄭主兼都元帥總國政為成祖平安王鄭松。

## 纪年
| 洪福 | 元年    |
| 公历 | 1572年  |
| 干支 | 壬申    |
| 莫朝 | 崇康7年 |
| 明   | 隆慶6年 |